# قضيبية مفيدة رزية
قضيبية مفيدة رزية (الاسم العلمي: Diaphorobacter oryzae) هي نوع من البكتيريا، سلبية الغرام، تتبع جنس قضيبية مفيدة.